# Желтоголовая вьюрковая цветочница
Желтоголо́вая вьюрко́вая цвето́чница, или малая цветочница коа (лат. Rhodacanthis flaviceps) — вымершая птица семейства вьюрковых, эндемик острова Гавайи.

## Описание
Единственные пойманные экземпляры желтоголовой вьюрковой цветочницы входили в семейную группу, состоявшую из особей разных возрастов и полов, идеально подходившую для изучения. Самцы, по-видимому, были золотисто-жёлтого цвета с оливково-зелёными переливами на груди и брюхе. Самки были почти идентичны особям оранжевогрудой вьюрковой цветочницы, несмотря на то, что первые были немного темнее по цвету. Молодые особи имели несколько пёстрых пятен на брюхе, как и взрослые самки. Как следует из названия, особи данного вида, в целом, по размерам были меньше, чем другие описанные вьюрковые цветочницы, их длина в среднем составляла только пять дюймов (13 см).

## Поведение
Её жизненный цикл и пищевые привычки зависели от растения коа (англ. Acacia koa), от которого она получила нектар и фрукты (в честь которого она была названа). Для желтоголовой вьюрковой цветочницы растение коа также служило укрытием от людей и полуденного палящего солнца. Было также замечено, что собранные желтоголовые вьюрковые цветочницы являлись близкими родственниками оранжевогрудой вьюрковой цветочницы. Многие чучела этого вида находятся в Лондоне, Кембридже, Нью-Йорке, Филадельфии и Берлине.

## Вымирание
Численность особей, похоже, всегда была небольшой. Когда люди привезли крупный рогатый скот и создали ранчо в лесах коа, молодые деревья начали топтать коровы. Коровы также с большой скоростью выщипывали листья с деревьев, тем самым уничтожая укрытие цветочницы. Старые деревья были слишком высокими, чтобы коровам добраться до листьев, однако их корни были разорваны и вытащены наружу, тем самым приведя растения к гибели. С исчезновением родного дерева коа желтоголовая вьюрковая цветочница начала вымирать. После 1891 года птицу никто и никогда не видел.
Отмечено, что существуют только две подтверждённые встречи с птицей, когда обе особи при встрече с человеком были убиты. В целом, было собрано около восьми экземпляров, при этом все из них были найдены на деревьях коа. Существовало несколько других родственных видов, живших в то время, в том числе один с Оаху, один с Мауи и один из района Кона (англ. Kona District). Их часто путали с желтоголовой вьюрковой цветочницей, поэтому многие сообщения о встречах с мёртвым видом оказывались ложными. Её также путали с попугайной цветочницей, которая всё ещё часто встречалась на Гавайях и острове Кауаи до недавнего исчезновения желтоголовой вьюрковой цветочницы.